# Jörgen Persson
Jörgen Persson (Halmstad, 22 april 1966) is een Zweeds tafeltennisser. Zijn hoogtepunt kwam in 1991 toen hij de wereldtitel won tegen zijn landgenoot Jan-Ove Waldner evenals de World Cup. De voorgaande editie in 1989 verloor de rechtshandige shakehand-speler in de finale van diezelfde Waldner.
Persson werd in 2003 opgenomen in de ITTF Hall of Fame. Nadat hij op de wereldkampioenschappen tafeltennis 2009 uitgeschakeld werd door Jun Mizutani kondigde hij aan dat dit zijn laatste WK was geweest. Hoewel de Zweed dit ook zei na het WK 2005, verklaarde hij dat het ditmaal definitief is.
Perrson behoort samen met Waldner, Mikael Appelgren en Erik Lindh tot een groep Zweden die lange tijd Europa en bij tijd en wijle de wereld haar wil oplegde. Het genoemde groepje won tussen 1982 en 1996 elf edities van de Europa Top-12. Persson won de gouden medaille in 1992, zilver in 1988 en brons in 1987, 1989 en 1991.
Hetzelfde groepje verdeelde tussen '82 en '96 de titels op zes van de acht gehouden Europese kampioenschappen tafeltennis. Persson pakte persoonlijk in 1986 het EK-goud door in de eindstrijd Leszek Kucharski te verslaan en verloor in 1996 in de finale van Waldner. Tussen '86 en 2000 werd hij daarbij zes keer Europees kampioen met de Zweedse nationale ploeg en pakte hij in 1992 (met Lindh) en 1996 (met Waldner) de Europese titel in het dubbelspel. In 1990 behoorde Persson tot de Zweedse ploeg die de World Team Cup won.
In het teken van de ITTF Pro Tour won Persson het Zweden Open 1996 en het Joegoslavië Open 1998.
Persson deed zes keer mee aan de Olympische Spelen, maar zonder medaillewinst. Zijn beste prestaties zijn vierde plaatsen in Sydney 2000 en Peking 2008. In clubverband speelde Persson onder meer in de Duitse Bundesliga voor Borussia Düsseldorf (waarmee hij in 1987 de ETTU Cup won), SV Plüderhausen en TTF Liebherr Ochsenhausen.

## Erelijst
Belangrijkste resultaten:
- Wereldkampioen enkelspel 1991, verliezend finalist in 1989
- Winnaar WK landenploegen 1989, 1991, 1993 en 2000, verliezend finalist in 1987 en 1995 (met Zweden)
- Verliezend finalist dubbelspel WK 1997 (met Jan-Ove Waldner)
- Winnaar World Cup 1991
- Winnaar WTC-World Team Cup 1990, verliezend finalist in 1991 en 1994 (met Zweden)
- Vierde plaats enkelspel Olympische Zomerspelen 2000 en 2008
- Winnaar Europa Top-12 in 1992, verliezend finalist in 1988
- Europees kampioen enkelspel 1986, verliezend finalist in 1996
- Europees kampioen dubbelspel 1992 (met Erik Lindh) en 1996 (met Jan-Ove Waldner)
- Winnaar EK landenploegen 1986, 1988, 1990, 1992, 1996 en 2000 (met Zweden)
- Winnaar ITTF Pro Tour Zweden Open 1996
- Winnaar ITTF Pro Tour Joegoslavië Open 1998

- Système universitaire de documentation: 129914487
- Virtual International Authority File: 201171047